# Day (Floryda)
Day – jednostka osadnicza w Stanach Zjednoczonych, w stanie Floryda, w hrabstwie Lafayette.